# Bionectria byssicola
Bionectria byssicola är en svampart som först beskrevs av Berk. & Broome, och fick sitt nu gällande namn av Schroers & Samuels 1997. Bionectria byssicola ingår i släktet Bionectria och familjen Bionectriaceae.   Inga underarter finns listade i Catalogue of Life.